# Käldinge harun
Käldinge harun är en ö nära Kirjais i Nagu,  Finland. Den ligger i Skärgårdshavet i Pargas stad i den ekonomiska regionen  Åboland i landskapet Egentliga Finland, i den sydvästra delen av landet. Ön ligger omkring 5 kilometer öster om Kirjais, 12 kilometer sydost om Nagu kyrka, 39 kilometer söder om Åbo och omkring 160 kilometer väster om Helsingfors. Närmaste allmänna förbindelse är förbindelsebryggan vid Gullkrona som trafikeras av M/S Nordep och M/S Cheri.
Öns area är 24,4 hektar och dess största längd är 0,8 kilometer i öst-västlig riktning. Ön höjer sig omkring 30 meter över havsytan.